# チャールズ・アダムス (アイスホッケー)
チャールズ・フランシス・アダムス（Charles Francis Adams, 1876年10月18日 - 1947年10月2日）は、アメリカ合衆国バーモント州ニューポート出身の実業家。NHLのボストン・ブルーインズ初代オーナーで食料雑貨品チェーンのオーナー。

## 生い立ち
バーモント州ニューポートに生まれた彼は、一家が貧しかったこともあり、若いときから雑貨店の店員を務めて家系を助けた。ティーンエイジャーの時には、父親の製材所のため、丸太の購入をしたほどであった。バーモント州イーノスバーグにあるジェニービジネスカレッジを卒業した後、バーモント州スプリングフィールドに移り、おじの下で食料品雑貨業に従事した。雑貨業やタバコのセールスマンを経てマサチューセッツ州ケンブリッジに移り、ニューイングランドメイプルシロップ社の会計係になった。その後、フィッツジェラルド・アンド・ハバードカンパニーで銀行業や証券業に従事した。フィッツジェラルド・アンド・ハバードを退職した後は、後に全米最初のチェーンストアとなるジョン・T・コナー・カンパニーで働いた。

## アイスホッケー
もともと熱心なホッケーファンであった彼は、ボストンでのアマチュアの試合の観戦からモントリオールまで旅行してプロホッケーの試合を観戦するほどであった。ボストンを含むアマチュアホッケー選手のスキャンダルから大奥のボストンのホッケーファンはアマチュアホッケーに幻滅した。アダムスは、プロチームをアメリカに創設しようと決意し、1924年11月1日、1万5000ドルでブルーインズのフランチャイズを手に入れた。こうしてアメリカ最初のNHLチームが誕生した。
1926年にフランク・パトリック、レスター・パトリックからウェスタン・カナダ・ホッケー・リーグを30万 ドルで買い取った。これにより、エディ・ショア、ハリー・オリバー、デューク・キーツ、フランク・バウチャーがブルーインズに加入した。彼らのためにアダムスは50万ドルをかけてボストン・ガーデンを建設、1928年に完成させた。
1929年にスタンレーカップ初優勝を果たした。1936年に息子のウェストロン・アダムスや、アート・ロスらに経営権を譲った。

## 野球
1927年5月15日、ボストン・ブレーブスのオーナー権の一部を買収、ブレーブスの副社長に就任した。1935年にエミール・フックスがベーブ・ルースを獲得した後、フックスにチーム経営権を売却するよう迫り、同年7月31日にオーナーとなった。同年11月26日、ナショナルリーグは、契約上の義務を履行できなかったブレーブスにチームを売却するよう管理下におき、NFLコミッショナーのケネソー・マウンテン・ランディスは、ボブ・クインを新オーナーとし、アダムスがチームの経営権に関わることを禁じた。

## 競馬
競馬場のサフォーク・ダウンズのオーナーも務めた。

## 死後
1947年10月2日にボストンで亡くなった。1960年にホッケーの殿堂入りを果たした。また1974年には彼の業績を記念してNHLのプリンスオブウェールズ・カンファレンス内にアダムス・ディビジョンが創設され19シーズン続いた。これは後にノースイースト・ディビジョンとなった。
彼の死後も、息子、孫たちが1975年までブルーインズのオーナーを務めた。
2013年、バーモント州のスポーツ殿堂に選ばれた。